# Bondes de São Paulo
Os bondes de São Paulo foram um dos principais símbolos do desenvolvimento urbano e social da capital paulista entre o final do século XIX e meados do século XX. Inicialmente puxados por animais e, a partir de 1900, movidos à eletricidade, os bondes conectaram bairros centrais e periféricos, impulsionando a expansão da cidade e facilitando o deslocamento de milhares de pessoas diariamente. O sistema atingiu seu auge nas décadas de 1920 e 1930, quando São Paulo chegou a ter 160 km de trilhos, tornando-se referência nacional em transporte coletivo sobre trilhos. A operação dos bondes foi marcada pela atuação da empresa Light até 1947, quando a Companhia Municipal de Transportes Coletivos (CMTC) assumiu o controle de operação.

## Século XIX
Os primeiros registros do transporte por bondes em São Paulo datam de 1872, quando a cidade contava com um serviço de bondes puxados por tração animal, chamados de bonde a burro, operados por diferentes empresas. A primeira viagem desse modal foi feita entre a Rua do Carmo e a Estação da Luz, facilitando o transporte de pessoas e mercadorias entre o interior do estado e o Porto de Santos. Os primeiros veículos, importados dos Estados Unidos, eram pequenos, abertos e rapidamente se popularizaram. 
Em 7 de agosto de 1890, foi inaugurada a linha de bonde de tração animal da Empresa de Bondes de Sant'Ana que ligava o alto do bairro homônimo, fazendo a ligação entre a região e a Ponte Grande. A linha durou até o mês de maio do ano de 1907 após revolta popular devido ao mau serviço prestado, sendo a última linha de bonde de tração animal a circular na cidade.
O Tramway de Santo Amaro foi inaugurado como linha de bonde a vapor em 1886, ligava o então município de Santo Amaro (1832-1935) ao centro de São Paulo. Em 1913, foi eletrificado, tornando-se um dos principais eixos de integração metropolitana. A linha foi fundamental para a urbanização e o crescimento econômico de Santo Amaro, que posteriormente foi incorporado à cidade de São Paulo. Ligava o centro da metrópole à Zona Sul, passando por diversos bairros que hoje são bastante conhecidos e valorizados. O trajeto incluía regiões como Vila Mariana, Ibirapuera, Indianópolis, Alto da Boa Vista, até chegar ao centro do município extinto. Essa linha foi fundamental para o desenvolvimento desses bairros, muitos dos quais cresceram ao redor das paradas e trilhos do bonde, que facilitava o acesso e a mobilidade dos moradores da época. Além dos bairros principais, a linha atendia também áreas como o Brooklin Velho, e possuía ramais e paradas em locais como Ipê, Libanesa e Largo do Socorro. O bonde circulava por regiões que, na época, eram menos urbanizadas, mas que com o tempo se transformaram em importantes áreas residenciais e comerciais da cidade. Hoje, o legado dessa linha pode ser visto na proximidade do trajeto com a atual Linha 5 do Metrô de São Paulo, que segue por corredores semelhantes.
Em 1892, a cidade já possuía linhas para o Ipiranga, e em 1897, as estações dos bondes de tração animal e suas ramificações já cobriam grande parte da cidade, com horários das 6h às 23h. Ao longo de 30 décadas, o sistema expandiu-se, com linhas para bairros como Brás, Santa Cecília, Consolação e Mooca.
Com a fundação da São Paulo Tramway, Light and Power Company, em 1899, iniciou-se a transição para o sistema elétrico. A Light encampou algumas dessas empresas de bondes de tração animal, consolidando o controle sobre o transporte coletivo e promovendo a modernização da infraestrutura urbana. 

## Século XX
A virada do século XX marcou uma revolução tecnológica no transporte público paulistano. Em 7 de maio de 1900, a Light inaugurou a primeira linha de bondes elétricos, ligando o Largo de São Bento ao bairro da Barra Funda. Ainda em 1900, a rede já contava com 9 linhas, 25 bondes e 24 km de trilhos, transportando 3,4 milhões de passageiros em seu primeiro ano. Em 17 de junho de 1900, o serviço já alcançava as avenidas Paulista, São João e Rua Augusta consolidando essas vias como eixos de mobilidade e crescimento urbano. A cidade foi a quarta do país a ter bonde elétrico, após Rio de Janeiro (1892), Salvador (1897) e Manaus (1899). Inicialmente, havia 15 unidades com capacidade para 45 passageiros sentados, atendendo cerca de 240 mil habitantes. Os primeiros veículos, importados dos Estados Unidos, eram pequenos, abertos e rapidamente se popularizaram entre a população. O termo "bonde" surgiu da emissão de cupons chamados "bonds", utilizados como troco das passagens, e logo o nome foi adotado para designar o próprio veículo.
Em 1909, diante da ameaça ao seu monopólio de distribuição de energia elétrica, a Light unificou e reduziu a tarifa dos bondes para 200 réis em todas as linhas e criou serviços específicos para operários, com tarifa reduzida de 100 réis.
Durante as primeiras décadas do século XX, a rede de bondes de São Paulo atingiu seu auge, com dezenas de linhas passando por diversos bairros, abrangendo praticamente todas as regiões da cidade. O sistema era operado por motorneiros e condutores, e a rotina dos bondes fazia parte do cotidiano da cidade, com personagens marcantes como o motorneiro "Bailarino", famoso por sua alegria e gentileza com os passageiros.
Em 1924 e 1925, uma grande estiagem provocou escassez de energia, obrigando a Light a reduzir a frota de bondes e abrindo espaço para o surgimento das primeiras empresas de ônibus, que passaram a ameaçar o monopólio da Light no transporte de passageiros.
O auge do sistema ocorreu entre as décadas de 1920 e 1940, quando São Paulo contava com cerca de mais de 500 bondes, incluindo modelos abertos, fechados (como os famosos "camarões" vermelhos, introduzidos em 1927), e expressos, conectando regiões como Penha, Lapa, Santana, Pinheiros, Ponte Grande, Jardim Paulista, Vila Maria, Casa Verde, Belenzinho, Bom Retiro, Barra Funda, Domingos de Morais, Cambuci, Consolação, Liberdade e Vila Prudente. Durante esse período, os bondes passaram por diversas transformações técnicas e operacionais. Inicialmente, eram abertos, com duas frentes e acesso pelos dois estribos, mas com o aumento do tráfego e das ruas de mão única, passaram a ser fechados em um dos lados.
O bonde "camarão" recebia este nome devido a sua coloração vermelha, projetado para transportar mais passageiros em pé. Havia também os bondes "Centex", importados de Nova York, mais confortáveis e modernos. O sistema era responsável pelo transporte diário de milhares de pessoas, influenciando diretamente o crescimento urbano, a valorização imobiliária e a dinâmica econômica da cidade, sendo um dos mais extensos e avançados sistemas de transporte do Brasil e da América Latina, comparável aos de cidades como Rio de Janeiro e Buenos Aires.

### Decadência
Durante o governo de Júlio Prestes em São Paulo e de Washington Luís na presidência da República (1926-1930), o Rodoviarismo ganhou força como política pública, em detrimento do transporte coletivo sobre trilhos. Logo ao assumir a presidência, Washington Luís extinguiu o privilégio de isenção de taxas e impostos de importação, medida que afetou diretamente todos os sistemas de bondes do país, já que todo o material rodante era importado. Esse ato representou um golpe mortal para a expansão e modernização dos bondes, que passaram a enfrentar dificuldades financeiras e operacionais. Paralelamente, o prefeito da capital encomendou ao engenheiro Prestes Maia o “Plano de Avenidas de São Paulo”, apresentado em 1930, que previa a implantação de novas avenidas e viadutos, consolidando a opção pelo transporte individual como modelo para o futuro da cidade. Grande parte desse plano foi implementada nos anos seguintes, relegando o transporte coletivo por bondes a um papel secundário. Após a derrota do projeto dos Bondes Expressos, a Light anunciou em 1937 que não tinha mais interesse em explorar o transporte urbano, permanecendo apenas com os serviços de eletricidade e gás.
A prefeitura foi avisada para se preparar para assumir o sistema ao fim da concessão, em 1941, mas a transferência só ocorreu em 1947 devido à Segunda Guerra Mundial. Nesse período, a malha de trilhos permaneceu estagnada, os bondes envelheceram e a cidade crescia rapidamente, agravando os problemas do sistema. Em 1939, o prefeito Prestes Maia criou a Comissão de Estudos do Transporte Coletivo, que em 1943 já apontava para o rodoviarismo como tendência, marcando o início do fim da era dos bondes elétricos em São Paulo. Uma das características marcantes do sistema de bondes em São Paulo foi a cláusula contratual firmada entre a Light e a prefeitura, que garantiu à empresa o monopólio da exploração do transporte de carga e de passageiros por tração elétrica na cidade por 40 anos. Isso impedia a existência de linhas de bondes operadas por outras companhias. Além disso, a Light obteve o monopólio da distribuição e exploração da energia elétrica, o que lhe conferiu grande influência sobre o desenvolvimento urbano e os serviços públicos paulistanos.
Após a não renovação do contrato com a Light, em 1947, a operação passou para a CMTC, e São Paulo foi a capital que mais tempo manteve bondes em circulação. A partir dos anos 1950, os bondes começaram a ser gradualmente substituídos por ônibus e trólebus, devido ao crescimento desordenado da cidade, à concorrência do transporte individual e à falta de investimentos. A extinção foi sistemática: linhas importantes como Mooca, Santana, Penha, Belém, Pinheiros e Perdizes foram desativadas entre as décadas de 1950 e 1960. Em 27 de março de 1968, a última linha, para Santo Amaro (linha 101), foi desativada, encerrando 96 anos de serviços dos bondes na metrópole. Em seu auge a rede possuía 700 km de extensão, contando com mais de 60 linhas.

## Século XXI
Apesar da extinção, o legado dos bondes permanece presente na memória e na paisagem urbana paulistana, principalmente no Museu SPTrans dos Transportes Públicos - Gaetano Ferolla, instituição que realiza exposições que remetem à era dos bondes.
Durante as obras de revitalização do Vale do Anhangabaú, no Centro de São Paulo, a Prefeitura encontrou trilhos de bondes sob a pavimentação com pedras portuguesas, na esquina com a Avenida São João. Os trilhos encontrados no Vale do Anhangabaú serão preservados e parte deles ficará em exposição, com acompanhamento do Instituto do Patrimônio Histórico e Artístico Nacional (Iphan), assim como já ocorreu em outras obras na cidade, como na Avenida Adolfo Pinheiro e no Largo da Batata.
Nas últimas décadas, a discussão sobre mobilidade urbana sustentável reacendeu o interesse por sistemas sobre trilhos. Em 2024, a Prefeitura de São Paulo anunciou a construção de duas linhas circulares de VLT no centro da cidade, totalizando 12 km, com início das obras previsto para o mesmo ano.